# علیرضا زرین
علیرضا زرّین (زاد‌ی ۱۳۳۱ در کرمانشاه) شاعر، نویسنده، نقاش و استاد دانشگاه ایرانی ساکن آمریکا است.

## زندگی
علیرضا زرین در سال ۱۳۳۱ در خانواده‌ای مهاجر و فارس‌زبان در شهر کرمانشاه به دنیا آمد. او دوران کودکی خود را در شهرهای کرمانشاه، صحنه، هرسین و تهران گذراند. نخستین شعرش را در نوجوانی، سال ۱۳۴۲ در اطلاعات کودکان و نخستین داستان کوتاهش را در «ویژهٔ هنر و ادبیات کرمانشاه» به سردبیری اصغر واقدی در بهمن/اسفند ۱۳۴۵ به چاپ رساند. دو سال بعد به تهران آمد و در ارتباط با نشریات سراسری کشور، اشعار خود را طی سال‌های ۱۳۴۷و ۱۳۴۸ در نشریاتی چون صبح امروز، فردوسی، تهرانمصور و آسیای جوان منتشر کرد.
علیرضا زرین سپس در بهمن ۱۳۴۸ ایران را برای ادامهٔ تحصیلات به مقصد ایالات متحد آمریکا ترک کرد. از این دوره در کنار ادبیات فارسی با ادبیات انگلیسی نیز آشنا شد و به نوشتن به این زبان پرداخت.
نخستین شعر انگلیسی او در سال ۱۳۵۰ در آمریکا به انتشار رسید و از آن زمان او شاعر، مترجم و نیز نویسنده و منتقدی دو زبانه بوده‌است. زرین تحصیلاتش را در زمینهٔ ادبیات انگلیسی و ادبیات تطبیقی تا اخذ دکترا در ادبیات تطبیقی ادامه داده و سال‌ها در دانشگاههای متعددی در آمریکا به تدریس ادبیات پرداخته است . از زرین به فارسی هفت کتاب شعر و به انگلیسی پنج کتاب و یک پوستر شعر و یک کتاب در نقد ادبی منتشر شده‌است. زرین همچنین اشعار بلند زیادی را به صورت اینترنتی بر روی صفحات وب منتشر کرده‌است. اشعارو ترجمه‌ها و مقالات فارسی وانگلیسی او نیز درنشریات گوناگون فارسی‌زبان و انگلیسی زبان از جمله بررسی کتاب، شهروند، دفترهای شنبه، شناخت، غرفه، International Fiction Review, Iranian Studies, The Literary Review و... به انتشار رسیده‌اند. در سال ۱۹۹۵ و ۱۹۹۶ او با منتقد و شاعر آمریکایی دین برینک نشریهٔ اینترنتی اینترپوئتیکس را به انگلیسی انتشار داد و در سال ۱۹۹۵ و۱۹۹۶ نشریهٔ ویژهٔ شعر «سانسور جدید» را به فارسی بنیان نهاد.آثار زرین به زبان‌های مختلف دنیا ترجمه شده و مقاله‌های زیادی نیز در رابطه با آثار او به رشته تحریر درآمده است.

## کتاب شناسی

### انگلیسی
از جمله مهم‌ترین اشعار انگلیسی او که در مجموعه‌های شعر در آمریکا به انتشار رسیده‌اند می‌توان به موارد زیر اشاره کرد: 
- Identity Lessons (Penguin Press)
- A World Between (George Braziler, New York)
- Exiled Memories (Temple University Press)
- Literary Review's special edition on Iranian Literature
- Premonitions ( Kaya Press)
- (To An Alien (Alien Books
- (Desert (Alien Books
- (Book of I (City Lights Website Broadside

### فارسی
- گرته ها، مجموعه ی شعر، انتشارات روهان، اورمیه ۱۴۰۲
- کرمانشاهنامه، شعرداستان، انتشارات اندیشه احسان، تهران ۱۴۰۱. (چاپ اول: ۱۹۹۵)

٭به فتح جهان آمده ام، مجموعه ی ۱۱۷ شعرهای سپید و آزاد و ترجمه ی ۳۶ به انگلیسی به وسیله ی خود شاعر، انتشارات رزقی، بیرجند، بهمن ۱۴۰۰.
- برخیز و آفتاب را ببوس، ۲۱۶ رباعی، دوبیتی، تک بیتی، نیم بیتی، اشعار سپید کوتاه و هایکو، انتشارات شاکر، تبریز، ۱۴۰۰.
- سپس و اکنون، سه منظومه ی بلند، انتشارات رزقی، بیرجند، ۱۳۹۹.
- تازندگی سوم، مجموعه ی شعر، انتشارات مروارید، تهران، ۱۳۹۵.
- چمدانم، مجموعه ی شعر، آمریکا، ۲۰۰۶.
- گزینه ی غزل های آزاد، شعر، آمریکا، ۲۰۰۵.
- خنیای خون خورشید: به یک بیگانه، منظومه‌ای بلند ۲۰۰۴.
- از قادسی تا سرزمین خوار، دو منظومه، ۱۳۶۷.
- چمدانم، مجموعه ی شعر، آمریکا، ۱۹۹۶.
- خنیای خون خورشید، (از دفتری منتشرنشده که ترجمهٔ انگلیسی‌اش در ۱۹۸۵ به انتشار رسید.)
- در جای هر گلوله، ۱۳۵۸.